# 贝勒丰-拉罗兹
贝勒丰-拉罗兹（法語：Bellefont-La Rauze，法語發音：[bɛlfɔ̃ la ʁoz]）是法国洛特省的一个市镇，属于卡奥尔区。该市镇于2017年1月1日由原市镇库尔、拉罗克德萨尔克和瓦尔鲁菲耶合并而成，行政中心位于拉罗克德萨尔克。

## 地名
贝勒丰（Bellefont）和拉罗兹（La Rauze）为流经该市镇的两条溪流。

## 地理
贝勒丰-拉罗兹（44°28'46"N, 1°34'55"E）面积38.22 平方千米，位于法国奧克西塔尼大區洛特省，该省份为法国西南部内陆省份，北起顺时针与科雷兹省、康塔爾省、阿韦龙省、塔恩-加龙省、洛特-加龍省和多尔多涅省接壤。
与贝勒丰-拉罗兹接壤的市镇（或旧市镇、城区）包括：卡布勒雷、卡奥尔、克拉、弗朗库莱斯、拉马格德莱娜、马克苏、纳迪亚克、圣热里韦尔、圣皮埃尔拉弗耶。
贝勒丰-拉罗兹的时区为UTC+01:00、UTC+02:00（夏令时）。

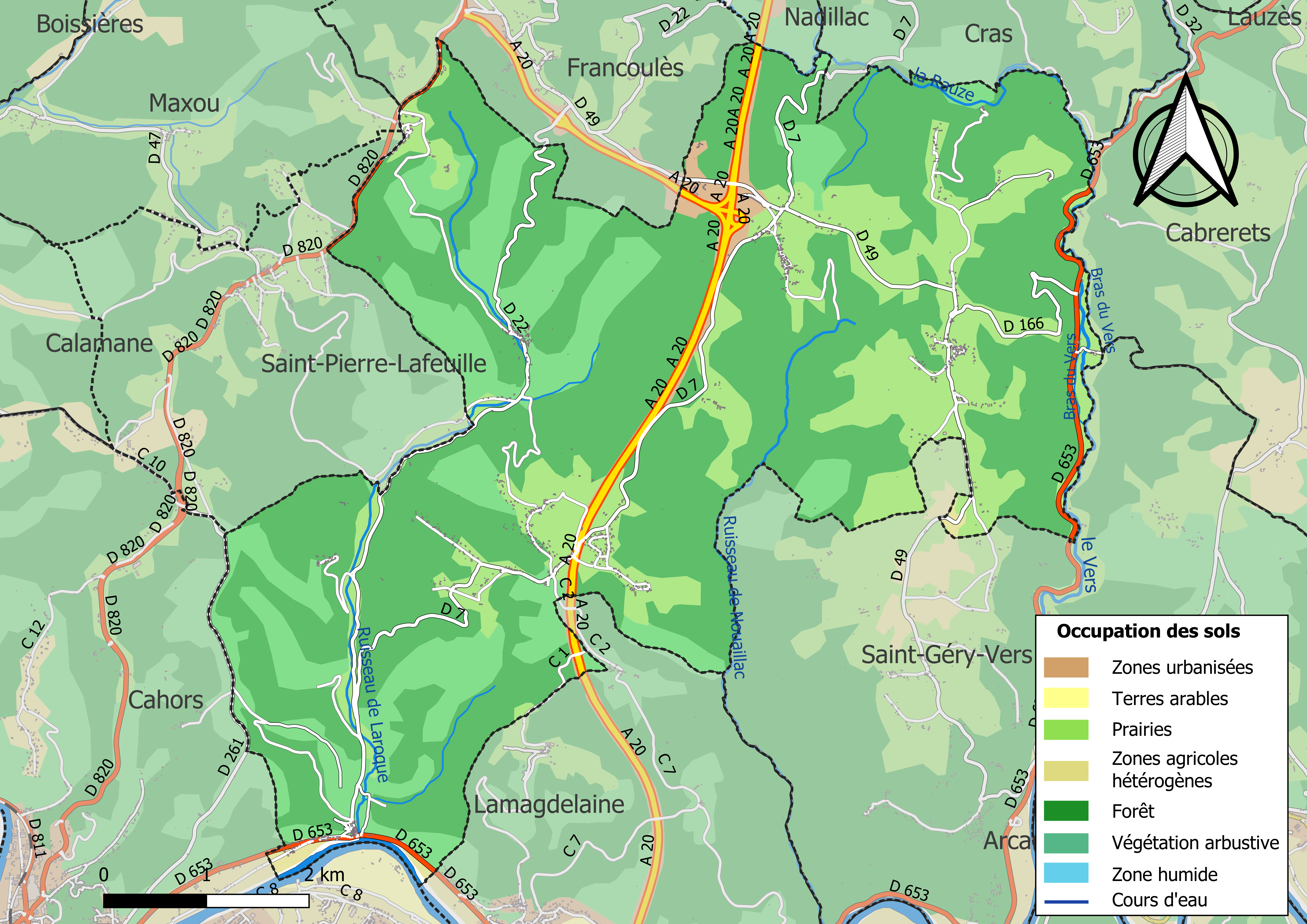
贝勒丰-拉罗兹的OSM定位图

## 行政
贝勒丰-拉罗兹的邮政编码为46090，INSEE市镇编码为46156。

## 政治
贝勒丰-拉罗兹所属的省级选区为卡奥尔第二县。

## 人口
贝勒丰-拉罗兹于2022年1月1日时的人口数量为1188人。